# Pozvání na zámek
Pozvání na zámek je divadelní hra francouzského autora Jeana Anouilho z roku 1947.
Hořká komedie odehrávající se během jednoho dne a jedné noci na zámku.
Hlavní postava, identické dvojče, necitelný Horác se rozhodne překazit zasnoubení svého citlivého bratra Frederika a Diany, dcery bohatého finančníka. Úskokem pozve Isabelu, tanečnici, která se má vydávat za neteř jednoho z hostů a předstírat lásku k Frederikovi.

## Ostravská inscenace
Hru má od roku 2013 na repertoáru Národní divadlo moravskoslezské. Délka první části představení je 70 minut, druhé části pak 50 minut. Přestávka trvá 20 minut.